# Neosilurus brevidorsalis
Neosilurus brevidorsalis es una especie de peces de la familia Plotosidae en el orden de los Siluriformes.

## Morfología
• Los machos pueden llegar alcanzar los 20 cm de longitud total.

## Distribución geográfica
Se encuentra al norte de Australia y en la parte meridional central de Nueva Guinea.